# 澳門市花

澳門區旗繪有蓮花

澳門市花為蓮花，而毛稔则是澳葡時期代表澳門市（范围仅为澳门半岛）的花。澳門回歸後，蓮花被視為澳門的象徵，區旗及區徽帶有蓮花圖案，但回歸後澳門已不再為市，而是省級特別行政區，故蓮花代表的實為澳門的「區花」。

## 澳門與蓮花
蓮花，澳門半島古時本為孤懸在海一小島，形似含苞蓮花，望廈山又名「蓮花山」；後來形成的沙堤變成連接澳門和中國的「蓮花莖」。
現時澳門有金蓮花廣場。